# Lukas Graham
Lukas Graham je dánská soul popová hudební skupina založená v roce 2011. Pochází z Kodaně, z oblasti Christiánie. Členové skupiny svoji tvorbu nazývají pojmem ghetto pop. Aktuální sestavu tvoří zpěvák Lukas Forchhammer, baskytarista Magnus Larsson, bubeník Mark Falgren a klávesista Morten Ristorp.
Do roku 2023 vydala kapela čtyři studiová alba, obě eponymní. První album Lukas Graham vyšlo roku 2012 pouze v Dánsku ve vydavatelství Copenhagen Records a dostalo se na čelo tamního žebříčku alb. V roce 2013 uzavřela skupina kontrakt s Warner Bros. Records. Druhé eponymní album přezdívané podle modré barvy obalu Blue Album vyšlo v roce 2015. Přineslo mimo jiné úspěšný singl „7 Years“, který po svém představení ve Spojených státech během prosince 2015 obsadil druhé místo hitparády Billboard Hot 100 a přinesl kapele mezinárodní úspěch. Roku 2016 bylo Blue Album vydáno společností Warner Bros. celosvětově a ve Spojených státech obsadilo třetí místo žebříčku Billboard 200. Třetí album nazvané 3 (The Purple Album) bylo vydáno 26. října 2018. Čtvrté album nazvané 4 (The Pink Album) bylo vydáno 20. ledna 2023.

## Historie

### Začátky (2010–2012)
První písně začal Lukas Forchhammer, pozdější zakladatel a frontman kapely, skládat již na přelomu let 2008 a 2009. Nápad vytvořit v Dánsku kapelu se mu v hlavě zrodil během pobytu v americkém Bostonu v roce 2009, kde přebýval s partou folkových hudebníků, kteří znali jeho otce Eugena Grahama – též folkového zpěváka irského původu. Již roku 2010 vytvořil skladatelskou skupinu Future Animals, jejímiž členy byli kromě Forchhammera ještě Morten Ristorp a producent Stefan Forrest, a začal pracovat na textech pro budoucí hudební skupinu. V roce 2011 se k Forchhammerovi přidali ještě baskytarista Magnus Larsson, bubeník Mark Falgren, za klávesy se posadil Anders Kirk a vytvořili skupinu Lukas Graham. Název kapely se skládá z křestního jména frontmana „Lukas“ a irského příjmení jeho otce „Graham“. Ještě tentýž rok společně natočili první dva klipy, totiž k písním „Drunk in the Morning“ a „Criminal Mind“. Kirk však na podzim roku 2011 ze skupiny odešel, protože chtěl založit novou skupinu Belle Ville. Na jeho místo klávesisty byl dočasně nasazen producent Morten Ristorp. Písničky se rychle šířily přes sociální sítě a díky velkému počtu zhlédnutí projevilo o skupinu zájem vydavatelství Copenhagen Records a podepsalo s ní kontrakt. Ještě před vydáním prvního studiového alba uspořádala kapela turné po Dánsku, na které se prodalo více než 30 tisíc vstupenek, a singl „Drunk in the Morning“ již získal ocenění zlaté desky.
V březnu roku 2012 bylo vydáno debutové album Lukas Graham. Kasper Daugaard, nový klávesista, se ke kapele již dříve toho roku připojil, na albu se však objevil pouze na jedné studiové nahrávce, a sice v písni „Daddy, Now That You're Gone (Ain't No Love)“, kde hrál na elektrické piano a zpíval doprovodný hlas. S kapelou vystupoval pouze živě a klávesy na studiových albech nadále obstarával Ristorp, který se zároveň stal producentem. Deska vyšla pouze v Dánsku, kde zaujala první místo tamního žebříčku prodejnosti alb a zůstala na něm po dobu 15 týdnů. Celkem pět singlů bylo vydáno v rámci tohoto alba, dvě skladby „Drunk in the Morning“ a „Better Than Yourself (Criminal Mind Pt. 2)“ se umístily na prvním místě dánské hitparády. Album se v Dánsku stalo třínásobně platinové.
V té době vyrazili na turné nejen po Dánsku, ale též do dalších evropských zemí – Německa, Norska, Švédska, Nizozemska a Spojeného království. Celkem za rok 2012 odehráli 107 koncertů a jen v domovském Dánsku prodali přes 40 000 vstupenek.

### Turné po Evropě, smlouva s Warner Bros. Records (2013–2014)

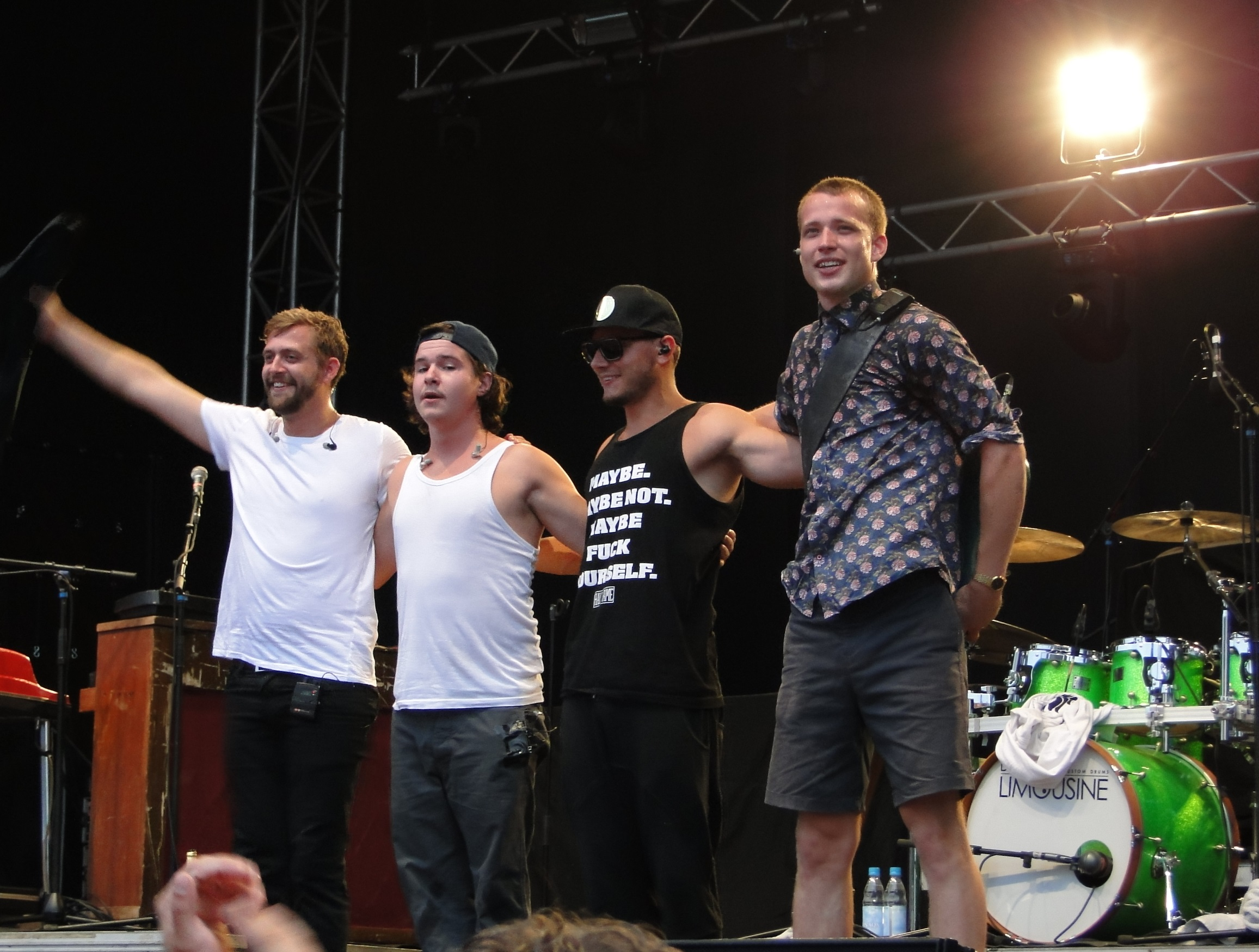
Lukas Graham v roce 2013, zleva: Daugaard, Forchhammer, Falgren a Larsson.

Roku 2013 kapela pokračovala v turné po Evropě, navštívila Francii, Španělsko, Švýcarsko, Rakousko a znovu Německo. V červenci roku 2013 poprvé vystoupili na benefičním festivalu Grøn Koncert, který se koná každoročně od roku 1983, a jehož cílem je výběr peněz na pomoc postiženým svalovou dystrofií. V říjnu téhož roku získali ocenění European Border Breakers Award za své rozsáhlé turné po Evropě.
O kapelu se začalo zajímat vydavatelství Warner Bros. Records, které mělo v úmyslu rozšířit jejich hudbu na americkém trhu. Na podzim 2013 tedy se skupinou uzavřeli smlouvu a v první polovině roku 2014 její členové strávili nějakou dobu v Los Angeles, kde pracovali na debutu pro americkou hudební scénu. V Dánsku a dalších evropských zemích skupinu zastupovalo nadále vydavatelství Copenhagen Records. Dne 23. června 2014 vydala kapela první singl „Mama Said“ z nadcházejícího studiového alba. V červenci 2014 vystoupili podruhé na festivalu Grøn Koncert, který se konal od 17. do 27. července.

### Blue Album a mezinárodní úspěch (2015–2017)
Dne 16. června 2015 vyšlo druhé studiové album, které pro svůj modrý přebal bývá nazýváno Blue Album, přestože oficiálně je eponymní stejně jako první studiová deska. Album bylo uvedeno na trh prostřednictvím Copenhagen Records a Then We Take the World a pouze v Evropě. Ve stejný den byl vydán i druhý singl „Strip No More“. Jak „Mama Said“, tak „Strip No More“ se dostaly na čelo dánské hitparády. Největší úspěch však zaznamenala píseň „7 Years“, úvodní skladba na desce, která kromě Dánska obsadila první místo v žebříčcích Belgie (Flandry), Česka, Irska, Itálie, Nizozemska, Rakouska, Slovinska, Švédska a též ve Spojeném království (UK Singles Chart).
Vrchol mezinárodního úspěchu tohoto singlu přišel až posléze, když v prosinci vystoupila kapela živě v talkshow Conana O'Briena na stanici TBS a následně v dalších amerických show. Již v únoru 2016 se dostala do vydání hitparády Billboard Hot 100 a na konci března, těsně před vydáním Blue Album celosvětově, si ji uživatelé Spotify poslechli celkem 225 milionkrát, což z kapely udělalo 20. nejposlouchanějšího interpreta v této službě. Dne 1. dubna 2016 bylo vydáno album po celém světě, a týden poté se píseň „7 Years“ dostala na druhé místo Billboard Hot 100. Albu a písni se obecně v zámoří vedlo výborně, umístily se na prvním místě žebříčků alb, respektive singlových hitparád, v Austrálii i v Kanadě, a když se vydali na dvouměsíční turné (probíhalo od konce března do května 2016) po Kanadě a Spojených státech, řadu koncertů vyprodali.
Po severoamerickém turné se však v červnu s kapelou rozloučil klávesista Kasper Daugaard, kterému již dle jeho slov nevyhovovalo nekonečné koncertování a chtěl změnit hudební zaměření. Jeho místo opět obsadil dočasně Morten Ristorp. Skupina se na čas vrátila do Evropy, kde v průběhu června a července vystoupili ve Spojeném království, Německu, Itálii, Nizozemsku, Norsku a Finsku. V srpnu 2016 odehrála skupina dva koncerty v Austrálii, kde se představili v Sydney a Melbourne.
Období od listopadu 2016 do února 2017 bylo pro kapelu reprízou úspěšného amerického snu, kdy vystupovali prakticky denně; šlo nejen o vlastní koncerty, ale i předskakování jiným, zahráli ku příkladu na koncertech Bruna Marse, Ariany Grande nebo Alessii Cara. Lukas Graham byli nominováni v prosinci 2016 na cenu Grammy celkem ve třech kategoriích, a to Nahrávka roku (Record of the Year) a Píseň roku (Song of the Year) za „7 Years“ a v kategorii Nejlepší popové hudební duo nebo skupina (Best Pop Duo/Group Performance). Dne 12. prosince 2016 vystoupili na galavečeru ku příležitosti předávání BBC Music Awards za rok 2016, kde zahráli píseň „7 Years“ nominovanou v kategorii Píseň roku. Za své představení, v němž za zpívajícím Lukasem Forchhammerem byly vystaveny portréty sedmiletých členů kapely, si vysloužili velmi pozitivní ohlasy. Samantha Wilson pro magazín Hollywood Life napsala, že jejich „úžasné vystoupení bylo jedním z nejlepších zážitků tohoto úžasného večera.“
Uprostřed února 2017 vystoupili Lukas Graham při příležitosti 59. ročníku předávání cen Grammy (za rok 2017), píseň „7 Years“ zahráli společně s americkou country zpěvačkou Kelsou Ballerini. Svoji trojitou nominaci z prosince však neproměnili, v kategoriích Nahrávka roku a Píseň roku je porazila Adele se svou písní „Hello“, v kategorii Nejlepší popové hudební duo nebo skupina zase byli přeskočeni kapelou Twenty One Pilots.

### The Purple Album (2017–současnost)
V červnu 2017 uvedl Forchhammer v rozhovoru pro magazín Forbes záměr kapely od září 2017 pracovat na písních pro nové album. Na konci června 2017 ještě zahráli Lukas Graham poprvé v Asii, konkrétně v Jižní Koreji a Japonsku. Poté se vrátili zpět domů do Kodaně, kde začali se psaním a nahráváním nových písní; v Dánsku však zůstali jen asi dva měsíce, aby se poté přesunuli do Los Angeles v Kalifornii a pokračovali v práci až do dubna 2018. Dne 7. září 2018 vydala skupina nový singl „Love Someone“ z nadcházejícího alba s názvem 3 (The Purple Album), jež přistálo na pultech obchodů 26. října 2018 opět pod záštitou Warner Bros Records. Ještě před uvedením nového alba vyšel i druhý singl alba, píseň „Not a Damn Thing Changed“, kterým uctili památku svého zesnulého přítele.
Albu se velmi dařilo na domácí hudební scéně. Oba singly obsadily postupně první a druhé místo dánské singlové hitparády, stejně tak celé album vévodilo žebříčku alb. Obdobně úspěšné bylo album i v sousedních skandinávských zemích, druhé v Norsku a třetí ve Švédsku. Album se společně s hlavním singlem „Love Someone“ dostaly i do žebříčků Billboard 200, respektive Billboard Hot 100, úspěch předcházejícího alba však nenapodobily, když obsadily nejvýše 89., respektive 70. pozici.
Od ledna 2019 vyrazila skupina na turné na podporu nového alba, které odstartovalo 24. ledna koncertem v Soulu a pěti po sobě jdoucími vystoupeními doma v Dánsku v období 29. ledna – 3. února. Následovaly dvě třítýdenní série koncertů ve Spojených státech (únor – březen 2019) a Evropě (duben 2019). Na říjen 2019 je naplánována další návštěva Asie, tentokrát poprvé zahrají Lukas Graham v indonéské Jakartě a v Tchaj-peji na Tchaj-wanu.

## Hudební styl a vzory

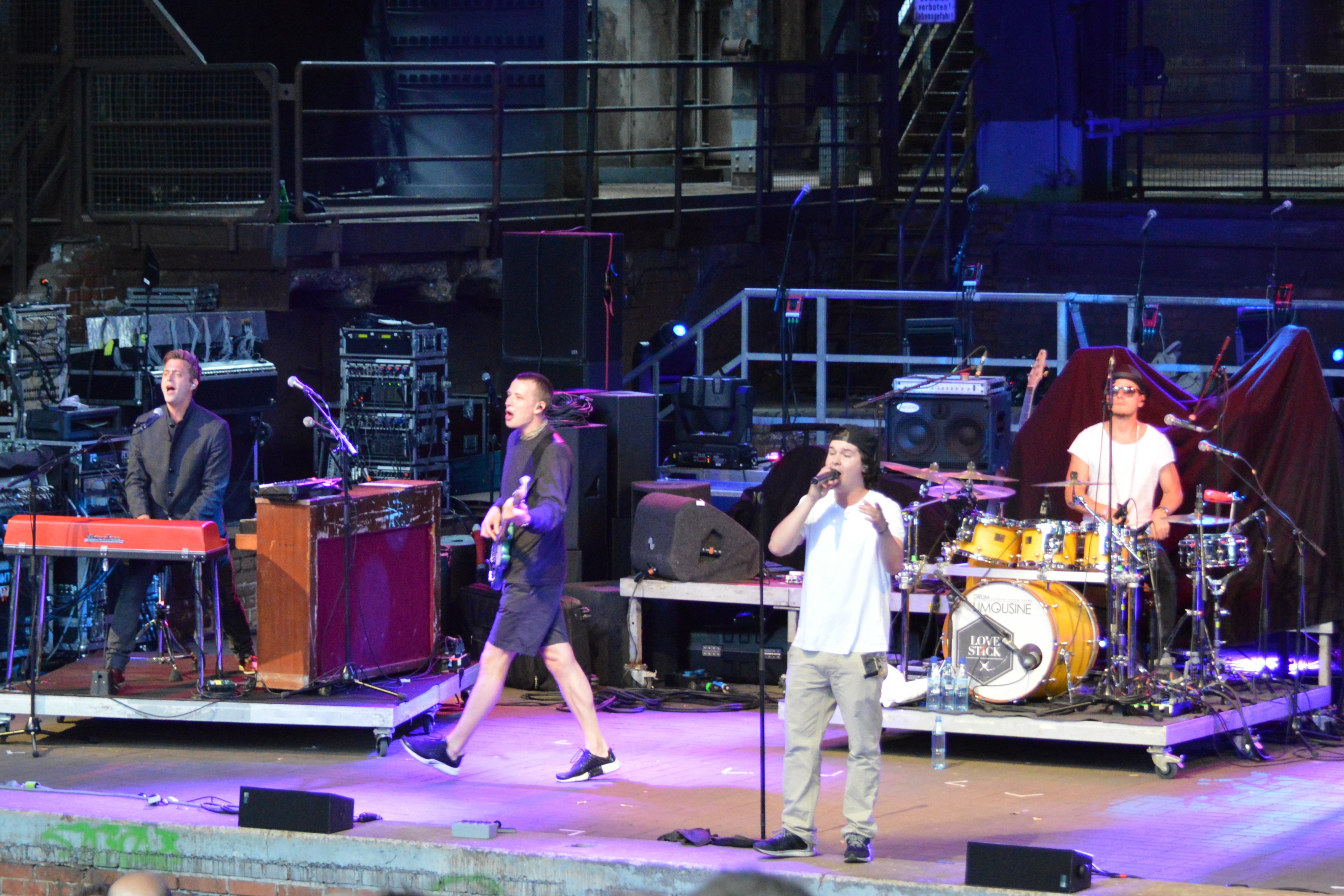
Lukas Graham na Traumzeit festivalu v roce 2013.

Hudební styl kapely Lukas Graham bývá označován jako mix soulu či funku s popovou, nebo rockovou hudbou. Dánský server Politiken.dk označil hudbu Lukas Graham za soulovou senzaci. Neil Z. Young z Allmusic považuje hudbu Lukas Graham za kombinaci funky popu a R&B, Jon Pareles z The New York Times v recenzi Blue Album nazval zvuk kapely místem, kde se střetává pop s R&B. Zpěvák Forchhammer od osmi let vystupoval v kodaňském chlapeckém pěveckém sboru, kde zastával místo sopranisty, a tak se v písních kapely vyskytují i prvky klasické hudby, například v singlu „Better Than Yourself (Criminal Mind Pt. 2)“ je na pozadí slyšet motiv z Beethovenovy Měsíční sonáty. August Brown z Los Angeles Times nazval styl balady „7 Years“ soulem ovlivněný vážný pop rock, směr kapely připodobnil k Edu Sheeranovi či Samu Smithovi. Texty písní na rozdíl od ostatních populárních popových umělců neobsahují příběhy rozchodů a romantických pohádek, nýbrž pojednávají o dospívání, chudobě, alkoholu, životních etapách a času s rodinou a přáteli, kteří jsou ve vězení.
Sami členové kapely svou hudbu nazývají termínem ghetto pop, což má být styl, v němž se kombinují prvky soulu, popu, jazzu, funku, R&B, hip hopu a folku. Ghettem se v jejich případě myslí utopistická anarchistická čtvrť Christiánie, část Kodaně, odkud pochází zpěvák Forchhammer, což významně ovlivnilo, o čem jsou jejich písně. Po smrti svého otce (září 2012) zpěvák v rozhovoru uvedl, že již neumí napsat veselou píseň. Podle Owena Smitha ze Seattle Times je hlavní předností kapely skvělý pěvecký výkon zpěváka, jehož hlas je precizní a silný. Skupina o sobě tvrdí, že při nahrávání nepoužívá žádný auto-tune ani jiný software na úpravu hlasu.
Ačkoliv skupina hraje spíše popovou hudbu, největší vliv na Lukase Forchhammera, který je frontmanem a zakladatelem kapely, měl rap. Mezi své největší vzory zařadil především rappery Dr. Dre a jeho album The Chronic, Eminema, Jay-Z a hiphopovou skupinu N.W.A. Důvodem pro tento obdiv byl právě fakt, že Forchhammer vyrůstal v oblasti Christiánie a texty těchto rapperů dobře vystihovaly hněv tamních obyvatel a místní atmosféru. Forchhammera hudebně ovlivnil i jeho otec Eugene Graham, folkový zpěvák irského původu, s nímž měl velmi vřelý vztah a jehož irské příjmení Graham se stalo součástí názvu kapely. Když Forchhammer v roce 2009 pobýval v americkém Bostonu, vystupoval s partou folkových hudebníků a tehdy se mu v hlavě zrodil nápad vytvořit vlastní hudební skupinu. Mezi další vzory kapely se řadí The Beatles, The Rolling Stones, The Prodigy, Gregory Isaacs, James Brown a Al Green.

## Odkaz a odrazy v kultuře
Skupina celkem třikrát vystoupila na festivalu Grøn Koncert na podporu postižených svalovou dystrofií, a to v letech 2013, 2014 a 2015. Kapela je součástí malého dánského nezávislého vydavatelství Then We Take the World společně s dalšími umělci, s nimiž několikrát spolupracovala. Jde například o Rasmuse Hedegaarda (píseň „Happy Time“, na níž se Forchhammer pěvecky podílel) či Brandonem Bealem a jeho album Truth.
Lukas Graham vystoupili živě v několika televizních show, kde představili píseň „7 Years“. Poprvé se objevili na obrazovkách v talkshow Conan v prosinci 2015, dále navštívili pořady  Jimmy Kimmel Live!, Late Night with Seth Meyers, The Ellen DeGeneres Show, The Late Late Show with James Corden a Good Morning America. V roce 2017 přispěli písní „Off to See the World“ do soundtracku k animovanému filmu My Little Pony.

## Diskografie
- Lukas Graham (2012)
- Lukas Graham (Blue Album) (2015)[p 2]
- 3 (The Purple Album) (2018)
- 4 (The Pink Album) (2023)

## Členové
Současná sestava
- Lukas Forchhammer – zpěv (2011–dosud)
- Mark Falgren – bicí, doprovodný zpěv (2011–dosud)

Bývalí členové
- Anders Kirk – piáno, klávesy (2011)
- Morten Ristorp – piáno, klávesy (2011–2012, 2016)
- Kasper Daugaard – piáno, klávesy, doprovodný zpěv (2012–2016)
- Magnus Larsson – basová kytara, doprovodný zpěv (2011–2019)

Časová osa